# Новобрачная, раздетая догола её холостяками, даже
«Новобрачная, раздетая догола своими холостяками, даже» (фр. La mariée mise à nu par ses célibataires, même), чаще всего называемая «Большое стекло» (фр. Le Grand Verre) ― инсталляция Марселя Дюшана. Размер инсталляции: высота ― 2,7 м и ширина ― 1,76 м.

## История создания
На создание этого произведения Дюшана вдохновил спектакль, поставленный по романам «Африканские впечатления» Раймона Русселя, который Дюшан посетил в 1912 году. Заметки, эскизы и планы работы были развешаны на стенах его мастерской ещё в 1913 году. Чтобы сосредоточиться на работе, свободной от материальных проблем, Дюшан нашёл работу библиотекаря, живя во Франции. После иммиграции в Соединенные Штаты в 1915 году он начал работу над произведением.
Дюшан работал над этим произведением с 1915 по 1923 год в Нью-Йорке, за исключением периодов в Буэнос-Айресе и Париже в 1918—1920 годах. Работа состоит из двух стеклянных панелей и инсталляции, созданной между ними из масляных красок, лака, свинцовой проволоки и пыли. Идеи Дюшана для «Большого стекла» возникли в 1912 году, и он сделал множество заметок и исследований, а также предварительных работ для произведения. Заметки отражают создание уникальных законов физики и мифа, описывающего работу.
Дюшан опубликовал заметки к произведению «Зеленая коробка», призванные дополнить визуальное впечатление. Дюшан заявил, что его «весёлая картина» изображает эротическую встречу между новобрачной (на верхней части панели) и девятью холостяками, робко собравшимися внизу в изобилии таинственных механических устройств (на нижней панели). «Новобрачная» — некая антропоморфная полумеханическая фигура, находящаяся в вечном движении, но при этом лишенная ног. Девять «холостяков» ― фигуры, похожие на большие прищепки, приводящие в движение таинственный механизм, частью которого является «Мельница для шоколада», созданная Дюшаном в 1914 году.
Произведение частично построено как ретроспектива работ Дюшана, включая трёхмерную репродукцию его более ранних инсталляций «Невеста» (1912), «Мельница для шоколада» (1914) и «Глайдер» (1913—1915). Работа была официально объявлена «незавершённой» в 1923 году.
Произведение Дюшана «Большое стекло» было выставлено в 1926 году в Бруклинском музее. При возвращении с первой публичной выставки в транспортировочном ящике стекло получило большую трещину. Дюшан отремонтировал его, но оставил нетронутыми более мелкие трещины в стекле, включив эти случайные элементы как часть произведения. В настоящее время «Большое стекло» является частью постоянной коллекции Художественного музея Филадельфии. Инсталляция расположена напротив окна, что создает интересный эффект: чем дольше зритель смотрит на неё, тем больше видит сквозь неё.
Дюшан разрешил изготовить несколько копий «Большого стекла», первую в 1961 году для выставки в Музее современного искусства в Стокгольме, и другую в 1966 году для галереи Тейт в Лондоне. Третья копия находится в музее кампуса Комаба Токийского университета.
Это произведение оказало влияние на Маршалла Маклюэна и нашло отражение в названии его первого крупного произведения «Механическая невеста: Фольклор индустриального человека» (1951).